# Les Blank

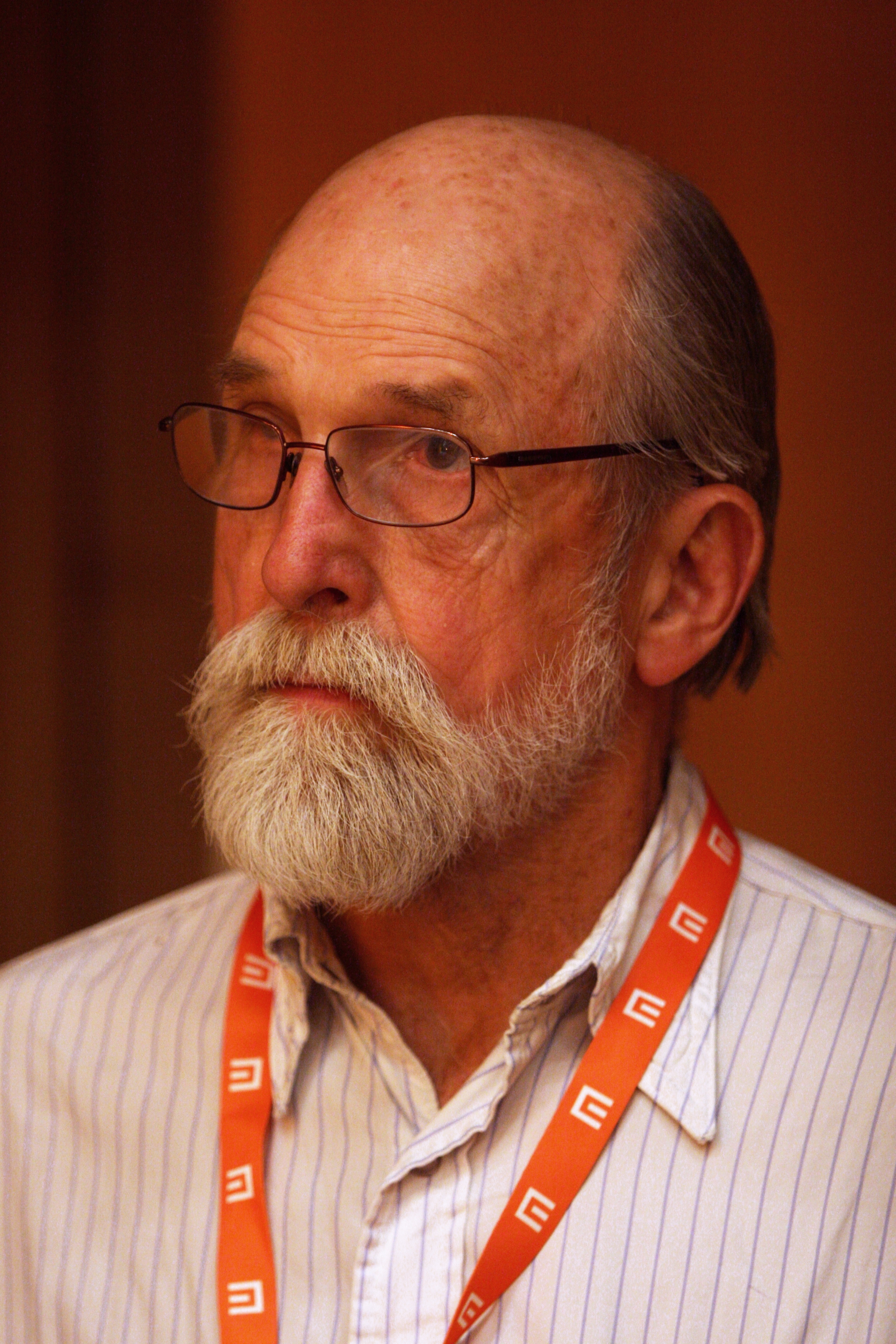
Les Blank in 2008

Les Blank (Tampa, 27 november 1935 – Berkeley Hills, 7 april 2013) was een Amerikaans documentairemaker, bekend door zijn portretten over bekende Amerikaanse muzikanten.
Blank groeide op in Tampa, Florida, en Berkeley, Californië. Hij studeerde Engels aan de Tulane University in New Orleans en communicatie aan de University of Southern California. Blank kreeg twee kinderen.
Les Blank maakte onder andere de documentaires Chulas Fronteras, Werner Herzog Eats His Shoe, Garlic Is As Good As Ten Mothers en portretten over Huey Lewis and the News, Dizzy Gillespie en Lightnin' Hopkins.
- Bibsys: 90409656
- Bibliothèque nationale de France: cb14064726j (data)
- Gemeinsame Normdatei: 141987960
- International Standard Name Identifier: 0000 0000 8154 3517
- Library of Congress Control Number: n80158148
- MusicBrainz: 3d83d8c1-f112-4874-83bc-081f7e931339
- Nationale Bibliotheek van Tsjechië: xx0307811
- Nationale Bibliotheek van Israël: 987007426673805171
- Nederlandse Thesaurus van Auteursnamen: 071170669
- Réseau des bibliothèques de Suisse occidentale: 02-A005738022
- SNAC: w6915m09
- Système universitaire de documentation: 083940707
- Virtual International Authority File: 74056592
- WorldCat: E39PBJxWPjVMbCmRk8hDGdTyh3